# Representative of German Industry and Trade
Representative of German Industry and Trade (RGIT) ist das Verbindungsbüro des Bundesverbands der deutschen Industrie (BDI) und des Deutschen Industrie- und Handelskammertags (DIHK) in Washington, D.C. Im Oktober 2020 hat Christoph Schemionek die Leitung des Büros übernommen.

## Funktion
RGIT vertritt im Auftrag der Wirtschaft in Deutschland deren politische Positionen und Anliegen gegenüber der Bundesregierung der Vereinigten Staaten, dem Kongress der Vereinigten Staaten sowie den internationalen Organisationen in Washington. Außerdem pflegt das Verbindungsbüro Kontakte zu Unternehmen, Wirtschaftsvereinigungen, politischen Stiftungen und Think Tanks und berichtet regelmäßig über aktuelle wirtschaftspolitische Entwicklungen in den USA. Ziel von RGIT ist es, den transatlantischen Freihandel zu fördern und günstige wirtschaftliche Rahmenbedingungen für nachhaltiges Wirtschaftswachstum, Arbeitsplätze und Innovationen in den Deutsch-Amerikanischen Wirtschaftsbeziehungen zu schaffen. Der RGIT kooperiert in Nordamerika-Angelegenheiten mit der Deutschen Gesellschaft für Internationale Zusammenarbeit.
Der Bundesverband der Deutschen Industrie und Deutscher Industrie- und Handelskammertag sind Träger des RGIT.

## Tätigkeiten
- "Interessenvertretung der deutschen Wirtschaft bei der US-Administration, dem Kongress und anderen amerikanischen Behörden sowie internationalen Organisationen wie Weltbank und IWF"[1][4]
- Berichterstattung an die Trägerorganisationen und deren Mitgliedsunternehmen bzw. -kammern über politische, wirtschaftliche und gesetzgeberische Entwicklungen in den USA sowie Informationsdienst über die deutsche Wirtschaft für Partner in den USA[1][10]
- Auskünfte und Beratung zu aktuellen politischen und wirtschaftlichen Entwicklungen in Zusammenarbeit mit den deutschen Auslandshandelskammern (AHK USA)[11][4]
- Veranstaltungen zu Handels- und Investitionsthemen zur Förderung des Informationsaustauschs zwischen Experten aus Deutschland und den USA[12][13][4]
- Organisation und Durchführung von Delegationsreisen und Netzwerkveranstaltungen, Treffpunktfunktion für Regierung, Wirtschaft, Wissenschaft, politische Einrichtungen und Experten zu transatlantischen Wirtschaftsthemen[14][4][15]
- Zusammenarbeit mit den Deutsch-Amerikanischen Auslandshandelskammern (AHK USA) in New York, Atlanta und Chicago; Informationsdienst und Unterstützung für 2.500 Mitgliedsunternehmen der AHK USA[11][4]

## Themen
- Wirtschaftsrelevante Rechtsfragen und aktuelle Regulierungen, z. B. geistiges Eigentum, Vergaberecht, Einwanderungsrecht, Umweltrecht, Steuerrecht[16]
- Handelspolitik, Klima- und Energiepolitik, Arbeitsmarktpolitik, Digitalpolitik, Bildungspolitik, Internationale Finanzinstitutionen[16]

## Publikationen
- Washington News: Der wöchentliche Newsletter informiert "über wirtschaftspolitische Themen in den USA, die für die Arbeit deutscher Unternehmen sowie für den transatlantischen Handel von Bedeutung sind".[17]
- Im Blickpunkt: Der Artikeldienst beleuchtet ausführlich aktuelle Themen wie z. B. Gesetzgebungsaktivitäten oder politische Entwicklungen in den USA.[17]
- German American Trade Magazine (GAT): Das alle 2 Monate erscheinende Magazin informiert deutsche Unternehmen in den USA über praxisrelevante und politische Themen sowie Veranstaltungen der AHK USA und von RGIT.[17]

## Delegierte
- 1988–1995: Lothar Griessbach
- 1995–2000: Jakob Esser
- 2000–2005: Robert Bergmann
- 2005–2010: Bernhard Welschke
- 2011–2016: Thomas Zielke
- 2016–2020: Daniel Andrich
- seit Oktober 2020: Christoph Schemionek